# Грозтхой
Грозтхой (чечен. Гор-Йист) — покинутый населённый пункт в Итум-Калинском районе Чеченской Республики.

## География
Расположен на правом берегу реки Кериго, к юго-западу от районного центра Итум-Кали.
Ближайшие развалины бывших аулов: на северо-востоке — бывший аул Пелагошки и село Ведучи на северо-западе — бывшие аулы Корхой, Хохичу и Пэрой, на юго-востоке — бывшие аулы Омечу и Хаухи, на юго-западе — бывший аул Чамги.